# القمة الخليجية 1993 (الرياض)
قمة مجلس التعاون الخليجي 1993 أو القمة الخليجية 14 عقدت في خلال الفترة 20 - 22 ديسمبر 1993 في مدينة الرياض بالمملكة العربية السعودية برئاسة خادم الحرمين الشريفين الملك فهد بن عبدالعزيز ال سعود ملك المملكة العربية السعودية. 
استعرضت القمة مسيرة التعاون الدفاعي، وأقر المجلس الأعلي توصيات وزراء الداخلية حول مختلف قضايا التعاون الأمني، وعبر عن ارتياحه لزيادة التبادل التجاري بين دول المجلس، وأهمية مواصلة العمل المشترك لتقريب السياسات وتوحيد الانظمة والتشريعات البيئية والحفاظ علي الموارد الطبيعية، ورحب المجلس الأعلى بتوقيع اتفاق المباديء بين منظمة التحرير الفلسطينية وإسرائيل علي أساس أنه خطوة أولية علي طريق التوصل الي حل عادل وشامل ودائم للقضية الفلسطينية والنزاع العربي الإسرائيلي.

## المشاركين

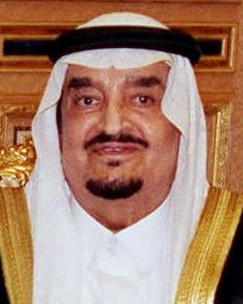
السعودية خادم الحرمين الشريفين الملك فهد بن عبدالعزيز آل سعود ملك المملكة العربية السعودية (رئيس الأجتماع)
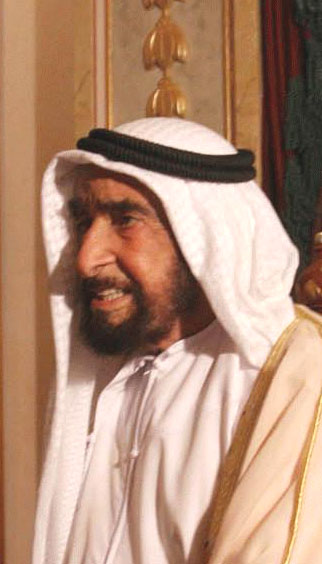
الإمارات العربية المتحدة صاحب السمو الشيخ زايد بن سلطان آل نهيان رئيس دولة الإمارات العربية المتحدة
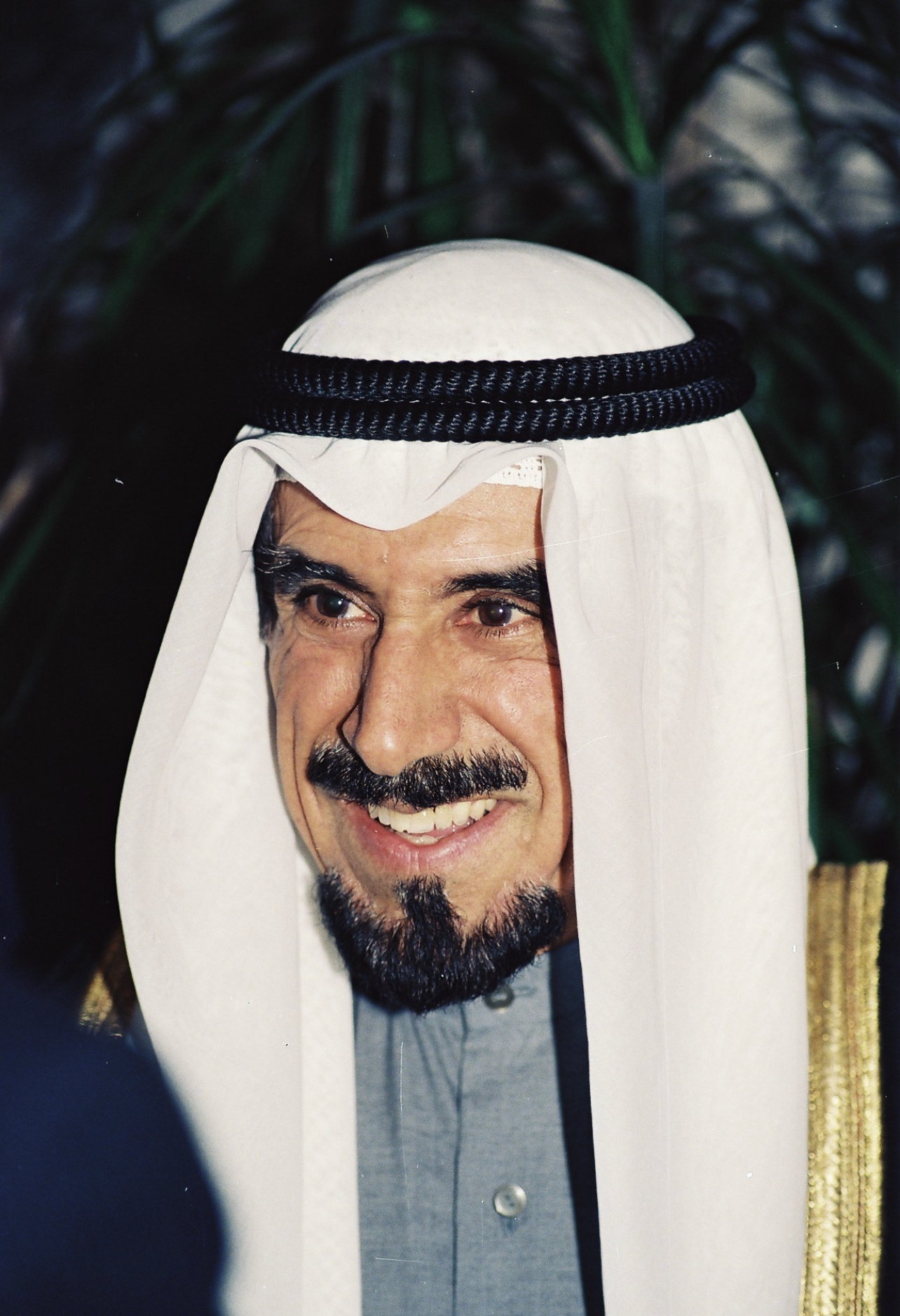
الكويت صاحب السمو الشيخ جابر الأحمد الجابر الصباح أمير دولة الكويت
قطر صاحب السمو الشيخ خليفة بن حمد آل ثاني أمير دولة قطر
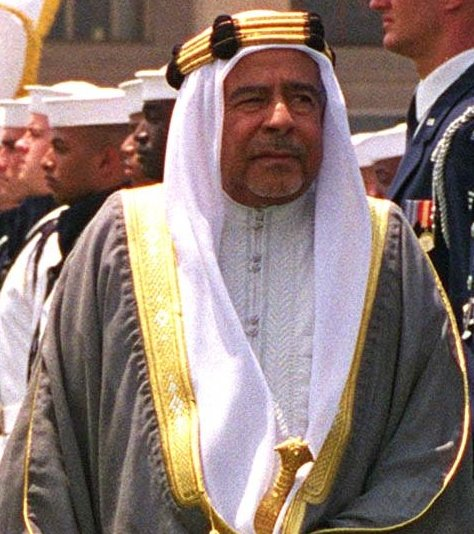
البحرين صاحب السمو الشيخ عيسى بن سلمان آل خليفة أمير دولة البحرين
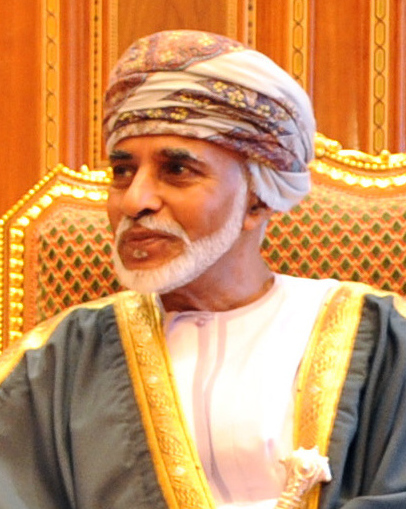
عُمان صاحب الجلالة السلطان قابوس بن سعيد آل سعيد سلطان عمان
مجلس التعاون الخليجي معالي الشيخ فاهم بن سلطان القاسمي أمين عام مجلس التعاون لدول الخليج العربية